# Halálkanyar (Stone-film, 1997)
A Halálkanyar (U Turn) egy 1997-ben bemutatott francia-amerikai filmdráma-thriller Oliver Stone rendezésében. A főszerepekben Sean Penn, Billy Bob Thornton, Jennifer Lopez, Jon Voight, Powers Boothe, Joaquin Phoenix, Claire Danes és Nick Nolte.

## Cselekmény
|  | Alább a cselekmény részletei következnek! |

Bobby Cooper csavargó, éppen Kaliforniába tart, kifizetni nagy összegű tartozását egy veszedelmes gengszternek. A kocsija lerobban az Arizona állambeli Superiorban. A városban találkozik Jake és Grace McKennával, akik házasok – bár Jake a lány mostohaapja is egyben. Egymástól függetlenül mindketten felajánlják Bobby-nak, pénzért cserébe ölje meg a házastársukat. Bobby felkeresi az ügyben Jake-t, de vonzódni kezd a lányhoz és neki is megígéri a gyilkosságot, hogy utána együtt lehessenek. Azt tervezik, Jake pénzéből kezdenek majd valahol új életet.
Grace segítségével Bobby megöli vetélytársát és a lánnyal együtt 200 ezer dollárral gazdagabban távoznak. Azonban a seriff, akivel Grace-nek viszonya volt, megállítja őket. Grace agyonlövi a férfit, de a holttestek eltüntetése közben Grace Bobbyt is lelöki egy szikláról, súlyosan megsebesítve őt. Csak ezután jön rá, hogy Bobbynál vannak a kocsikulcsok.
Grace leereszkedik a szakadékba, verekedésbe keveredik a sérült Bobbyval, aki így is képes megölni a lányt – de közben haslövést szenved. A törött lábú Bobby nagy nehezen visszamászik az autójához, és megpróbálja beindítani, ám az meghibásodott. A film végén a sérült Bobby a rekkenő hőségben haldoklik.
|  | Itt a vége a cselekmény részletezésének! |

## Szereplők
| Színész            | Szerep                        | Magyar hang     |
| ------------------ | ----------------------------- | --------------- |
| Sean Penn          | Bobby Cooper                  | Kálid Artúr     |
| Jennifer Lopez     | Grace McKenna                 | Somlai Edina    |
| Nick Nolte         | Jake McKenna                  | Vass Gábor      |
| Powers Boothe      | Virgil Potter seriff          | Csernák János   |
| Claire Danes       | Jenny                         | Mezei Kitty     |
| Joaquin Phoenix    | Toby N. "TNT" Tucker          | Szokol Péter    |
| Jon Voight         | vak férfi                     | Gruber Hugó     |
| Billy Bob Thornton | Darrell                       | Várkonyi András |
| Abraham Benrubi    | motoros                       | Hankó Attila    |
| Sean Stone         | fiú a boltban                 |                 |
| Brent Briscoe      | Boyd                          | Szűcs Sándor    |
| Ilia Volok         | Szergej                       | Holl Nándor     |
| Liv Tyler          | lány a buszmegállóban (cameo) |                 |

## Produkció
A Halálkanyart 1996 és 1997 között forgatták a Superior nevű kisvárosban Arizona államban, valamint Arizona és Kalifornia más területein. A történetet egy valós esemény ihlette, az 1980-as évek elején egy férfi délnyugaton eltűnt egy kisvárosban és soha többé nem került elő. A filmben látható Superior nevű város tehát egy valóban létező hely, többek között itt forgatták az Angyalok háborúja című filmet, Christopher Walken főszereplésével, 1995-ben.
Sean Penn először visszautasította a szerepet, időbeli konfliktusokra hivatkozva, így Bill Paxton felváltotta őt. Egy héttel a forgatás kezdete előtt Paxton kilépett, szerencsére Penn ekkor már elérhetővé vált. Grace szerepét eredetileg Sharon Stonenak szánták, ám a színésznő nem vállalta el, mert kevesellte a fizetségét, Billy Bob Thornton pedig 50 kilót hízott Darrell eljátszása érdekében.A Vak Embert eredetileg Marlon Brando játszotta volna, ám Stone Jon Voightot erre sokkal testhezállóbbnak találta.
A film elején egy "Rutowski for council" feliratot láthatunk, ez utalás a film egyik co-producerére Richard Rutowskira, aki szintén ebben a jelenetben az egyik motorost alakítja. Eredetileg ezt a szerepet Tom Savini játszotta volna, akit Oliver Stone az Alkonyattól pirkadatig című filmben látott, ám az időbeosztások miatt elhagyta a stábot, helyére pedig Rutowski került.
Joaquin Phoenix a filmbeli első megjelenésekor a Ring Fire című Johnny Cash-dal hallható. Phoenix 2005-ben maga is eljátszotta Casht A nyughatatlan című filmben. A film végén bevillanásokat láthatunk Grace McKennaról, gyerekként. Ezek a képek valójában Jennifer Lopez gyerekkori fényképalbumából kerültek elő.
Mikor egy újságíró megkérdezte a rendezőt, miért készítette el a filmet, Stone azt válaszolta, azért mert egy kis költségvetésű mozit akart rendezni, amit a tinédzserek is szívesen megnéznek.

## Fogadtatás
A filmet nagyon vegyesen értékelték a kritikusok, pozitív áttekintések is kaptak helyet, ám a negatív kritikák többségben voltak. Roger Ebert 1½ csillagot adott a filmre, a maximum 4-ből és az értelmetlen, ismétlődő elemek összességének nevezte a filmet. Több kritikus is bárgyúnak nevezte a különböző fényképezési és gyorsítási megoldásokat, amit Stone a Született gyilkosok filmjéből vett át, azonban itt már kínosan sokszor használja fel, valamint sokan negatívumként rótták fel a film végén látható elcsépelt csavarokat. Mindazonáltal a film 55%-ot kapott a Rotten Tomatoes-on, az Internet Movie Database-en pedig jelenleg 6.7 csillagra áll.